# Manmohan Singh

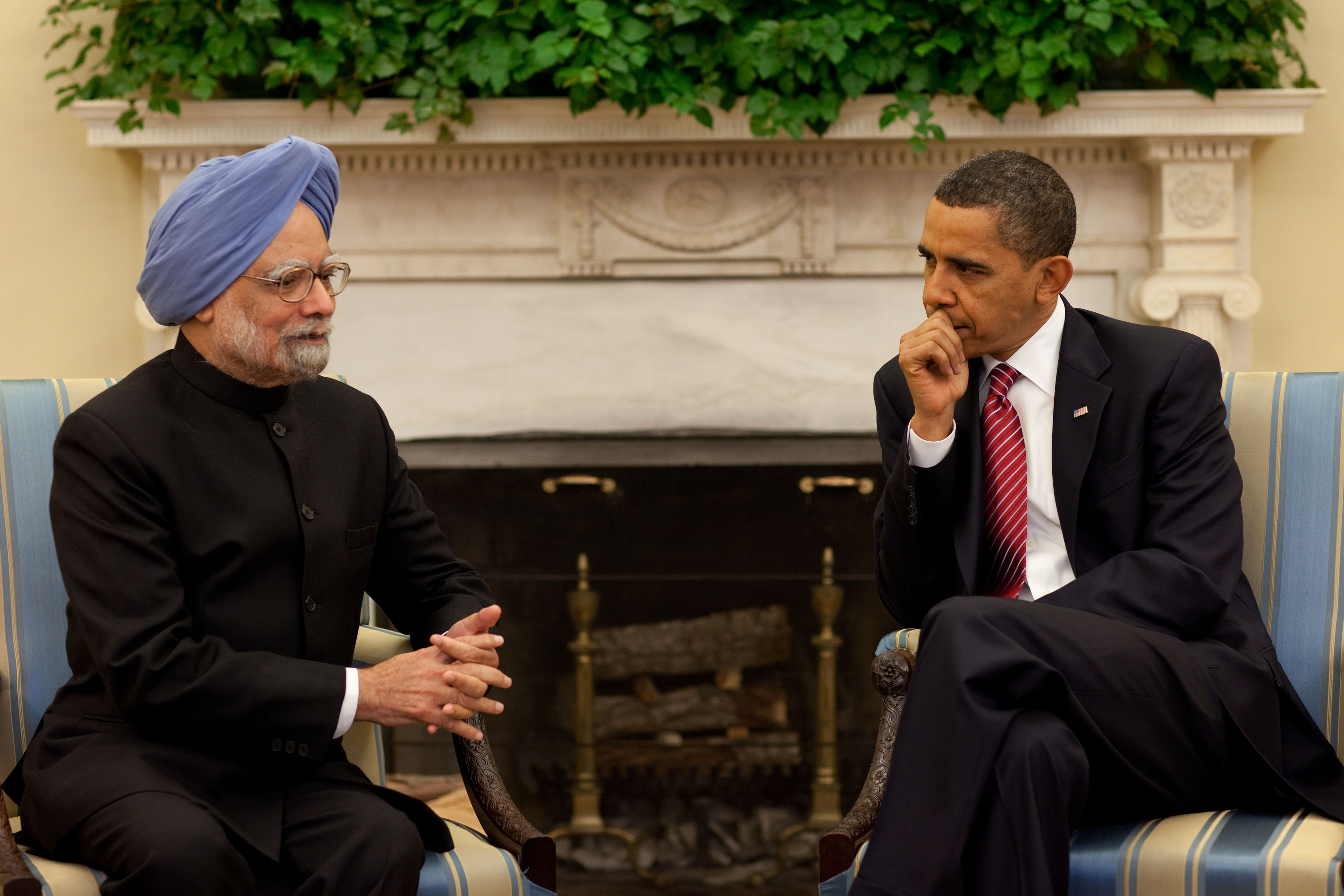
Manmohan Singh i Barack Obama w Białym Domu. (2009)

Manmohan Singh (pendżabski: ਮਨਮੋਹਨ ਸਿੰਘ; hindi: मनमोहन सिंह; ur. 26 września 1932 w Gah, Pendżab, zm. 26 grudnia 2024 w Nowym Delhi) – indyjski ekonomista i polityk, premier Indii od 22 maja 2004 do 26 maja 2014.
Kształcił się na Uniwersytecie Pendżabskim w Czandigarh oraz na prestiżowych uczelniach angielskich – St John’s College na Uniwersytecie Cambridge, gdzie w 1957 uzyskał licencjat w dziedzinie ekonomii  oraz Uniwersytet Oksfordzki, gdzie obronił doktorat z ekonomii. W latach 1982–1985 kierował Bankiem Rezerw Indii, a od 1982 do 1987 był wiceszefem Komisji Planowania, w 1991 został ministrem finansów w rządzie P.V. Narasimha Rao. Po przejściu Indyjskiego Kongresu Narodowego do opozycji (1996) został przywódcą frakcji tej partii w izbie wyższej parlamentu (Rajya Sabha).
W maju 2004 r. został czternastym premierem niepodległych Indii; objął stanowisko po rezygnacji przywódczyni Partii Kongresowej, Sonii Gandhi, z misji sformowania rządu.
Zmarł 26 grudnia 2024 w szpitalu w New Delhi. Kilka godzin wcześniej stracił przytomność w swoim domu. Po jego śmierci w Indiach zarządzono siedmiodniową żałobę narodową (26 grudnia 2024 – 1 stycznia 2025) i odwołano szereg wydarzeń rozrywkowo–kulturalnych na znak szacunku.

## Religia
Manmohan Singh był pierwszym premierem Indii wyznającym sikhizm.